# Дюбрёй, Лоран
Лоран Дюбрёй (англ. Laurent Dubreuil; род. 25 июля 1992 года, Леви, Квебек) — канадский конькобежец, чемпион мира (2021). Специализируется на дистанциях 500 и 1000 метров.

## Биография
Лоран Дюбрей встал на коньки в возрасте 3-х лет, а начал заниматься конькобежным спортом в возрасте 4-х лет в своём родном городе в клубе "CPV Lévis". Его отец Робер Дюбрей и его мать Ариан Луиньон являются олимпийцами по конькобежному спорту и шорт-треку. Ариан тренировала Лорана по конькобежному спорту на клубном уровне, а сам он участвовал в Играх Квебека по легкой атлетике и настольному теннису и также играл в футбол в течение семи сезонов.
В 2012 году на чемпионате мира по конькобежному спорту среди юниоров занял 1-е место на дистанции 500 метров, а на дистанции 1000 метров — 3-е место. На чемпионате мира по конькобежному спорту в спринтерском многоборье 2014 занял 9-е место. 
В 2015 году в этом же чемпионате пришёл 8-м. На Кубке мира по конькобежному спорту в Солт-Лейк-Сити занял 3-е место в беге на 500 метров. На чемпионате мира на отдельных дистанциях в Херенвене в беге на 500 метров выиграл бронзовую медаль.
В феврале 2017 году на дистанции 500 метров на чемпионате мира занял 9-е место, на 1000 метров — 8-е место. На чемпионате мира в спринтерском многоборье в Калгари занял 6-е место.
На зимних Олимпийских играх в Пхёнчхане в феврале 2018 года Лоран занял 18-е место на дистанции 500 м и 25-е на дистанции 1000 м. В марте на чемпионате мира в спринтерском многоборье в Чанчуне занял 12-е место в многоборье.
Через год в Инцелле на чемпионате мира на отдельных дистанциях Лоран поднялся на 14-е место на дистанции 500 м и 13-е на 1000 м. И вновь занял 12-е место на чемпионате мира в спринтерском многоборье в Херенвене.
Успешно сложился для него 2020 год, где на чемпионате мира на отдельных дистанциях в Солт-Лейк-Сити завоевал бронзовую медаль на дистанции 1000 м и занял 6-е место на дистанции 500 м. Весной на чемпионате мира в спринтерском многоборье в Хамаре он выиграл серебряную медаль по сумме многоборья.
Но и в 2021 году после пандемии коронавируса Лоран блистал. В феврале на чемпионате мира на отдельных дистанциях в Херенвене завоевал свою первую золотую медаль в беге на 500 м, выиграв у самого Павла Кулижникова, а следом взял бронзу на дистанции 1000 м.
В 2022 году на зимних Олимпийских играх в Пекине Лоран выиграл серебряную медаль на дистанции 1000 м и занял 4-е место на дистанции 500 м. В марте на чемпионате мира в спринтерском многоборье в Хамаре он выиграл в первый день на дистанции 500 м, но во второй день упал на этой же дистанции и был снят с соревновании.

## Личная жизнь
Лоран женился в 2018 году на Андреанн Бастий, сестре олимпийского чемпиона по шорт-треку Гийома Бастий, у них есть дочь Роуз.
В свободное время он любит играть в гольф, отдыхая в бассейне и смотрит спорт по телевизору. Его отец является исполнительным директором Fédération de patinage de vitesse du Québec. Он был в 2011 году почетным президентом Juvénat Notre-Dame «Race Enfant Soleil», а в 2012 году почетным президентом Défi Modification Jeunesse. Брат Даниэль был членом канадской команды на чемпионате мира среди юниоров 2012 года.